# Richard Steele
Richard Steele (batejat el 12 de març de 1672 – mort a Llangunnor l'1 de setembre de 1729) va ser un escriptor i polític irlandès, recordat, juntament amb el seu amic, Joseph Addison, com a cofundador de la revista The Tatler (1709-1711).

## Biografia
Va néixer a Dublín (Irlanda). Va ser educat a la Charterhouse School, on va conèixer Addison. Posteriorment, va estudiar al Merton College d'Oxford. Després es va unir a l'exèrcit anglès. No li agradava aquesta vida, i en la seva primera obra publicada, l'assaig L'heroi cristià (The Christian Hero) (1701), intentava assenyalar les diferències entre l'autèntica masculinitat i l'aparent.
Després es va fer dramaturg, i les seves comèdies, com The Tender Husband (1703), van tenir un cert èxit. Entre les seves obres escèniques, destaquen El funeral i Els amants conscients. El 1706 va obtenir un càrrec servint el príncep Jordi de Dinamarca, consort de la reina Anna de Gran Bretanya. També va obtenir el favor de Robert Harley, primer comte d'Oxford i Mortimer.
Com a periodista, el 1709 va començar a publicar una revista literària titulada El parlador (The Tatler), en la qual unia delit i instrucció; només va durar dos anys. Addison va fer freqüents contribucions. Després, la parella va fundar L'espectador (The Spectator) i també El guardià (The Guardian).
En els seus escrits es mostra a cavall entre la penetració psicològica i la intenció satírica i moralitzadora.